# 2001年BBC电视中心爆炸案
2001年BBC电视中心爆炸案（英語：2001 BBC bombing）是针对位于伦敦西部白城区伍德巷的BBC电视中心内的BBC新闻部的恐怖袭击。

## 事件过程
2001年3月4日凌晨12点27分，爱尔兰恐怖组织真正愛爾蘭共和軍引爆了距离电视中心前门几码远的一辆载有高爆炸药的出租车。
英国广播公司报道称，一辆红色出租车内装有10到20磅(约4.5到9公斤)的高爆炸药。这辆出租车于3月3日上午在伦敦北部的埃德蒙顿被购买，并于晚上11点40分遗弃在BBC电视中心前门外。警方在试图使用拆弹机器人对炸弹进行控制引爆时发生爆炸。
警方在爆炸前一小时收到发给伦敦一家医院和慈善机构的警告，附近人员已被提早疏散，没有人员死亡。但一名伦敦地铁工人被玻璃碎片割伤了眼睛。
BBC摄影师Jon Brotherton在建筑屋顶捕抓到了爆炸瞬间的画面，电视中心内的BBC工作人员也感受到了剧烈震动和强烈的爆炸声。清晨时分，爆炸造成的损坏清晰可见，电视中心前门的多处窗户玻璃破损，包括BBC的标志亦受到损坏。

## 影响
受事件影响，电视中心的工作人员被紧急疏散，英国广播公司新闻频道的新闻节目制作地点也临时从电视中心新闻部转移到西敏的工作室以维持播出。
BBC发言人表示：“我们疏散了主楼，并启动了应急计划。整个事件发生期间，各频道一直在继续播出。”